# Zamia lacandona
Zamia lacandona — вид голонасінних рослин класу Саговникоподібні (Cycadopsida).
Етимологія: вид названий за Лакандонськими тропічними лісами Східного Чьяпас, які, у свою чергу, названі по імені Лакандона індіанця походження мая.

## Опис
Стовбур підземний і бульбовий, 4–8 см діаметром. Листків 1–2, від червонуватого до пурпурно-коричневого кольору, коли молоді стають зеленими з віком, загнуті назад, яйцевиді, 0,3–1 м завдовжки; черешок циліндричний, до 20–70 см завдовжки, озброєний шипами в нижній 3/4; хребет циліндричний, без зброї, до 30 см завдовжки, з 7–12 парами листових фрагментів. Листові фрагменти лінійно-ланцетні трохи оберненояйцевиді, загострені на вершині, поля зубчасті у верхній половині, середні з них 13–42 см завдовжки, шириною 1,5–6 см. Пилкові шишки 2–6, від циліндричних до яйцеподібних, від світло-коричневих до темно-бежевих, довжиною 6,5–7,5 см, 1,8–2,5 см в діаметрі, загострені на верхівці; плодоніжка довжиною 10–12 см. Насіннєві шишки циліндричні, коричневі, довжиною 12–14 см, 6–7 см в діаметрі, загострені на верхівці; плодоніжка довжиною 10–11 см. Насіння червоне, довжиною 1,6–1,8 см, 1.4–1.6 см в діаметрі. 2n = 16, 17, 18.

## Поширення, екологія
Цей вид є ендеміком східного Чьяпас, Мексика. Цей вид росте в первинних тропічних вічнозелених лісах, а також в неспокійних районах підсічно-вогневого землеробства. Він відновлюється після очищення і спалення вздовж доріг і садових полів.

## Загрози й охорона
Цей вид потерпає від руйнування місця існування в результаті підсічно-вогневого землеробства. Тим не менш, рослини, здається, відновлюються на покинутих нивах, в районах, припинених лісозаготівель і по узбіччях доріг. Рослини зустрічаються в англ. Palenque National Park, Montes Azules Biosphere Reserve.